# Satigny
Satigny là một đô thị thuộc bang Genève, Thụy Sĩ. Đây là đô thị sản xuất rượu vang lớn nhất ở Thụy Sĩ.